# 로마-인도 무역 관계

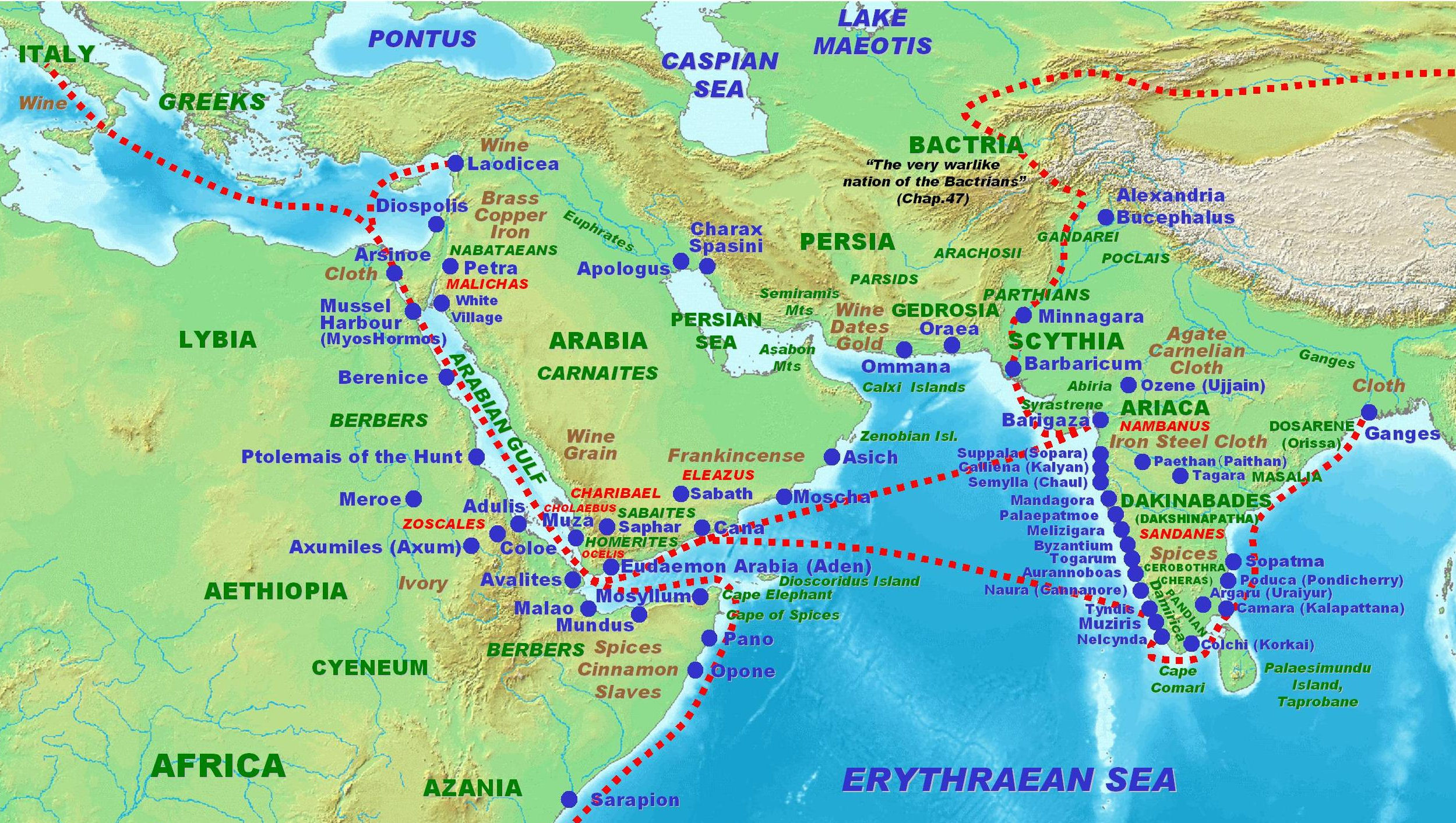
서기 1세기에 쓰인 에리트라해 안내기에 따른 인도 아대륙 내 로마 무역

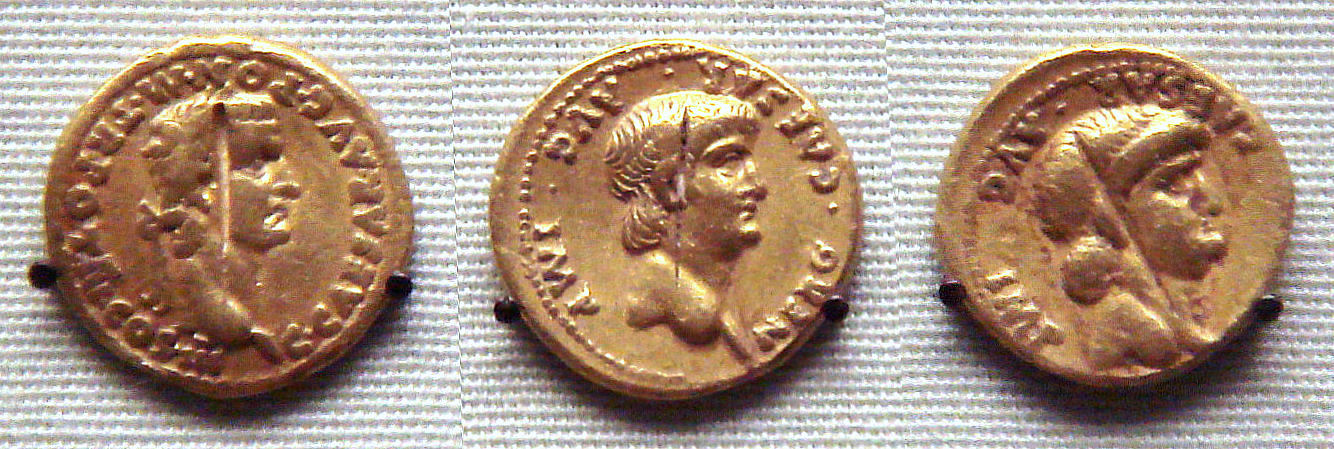
인도 타밀나두주의 푸두코타이에서 발굴된 로마의 금화. 하나는 칼리굴라 시대 (서기 37년–41년)의 것이고, 나머지 두 개는 네로 시대 (54년–68년)의 것이다 (대영박물관 소장).

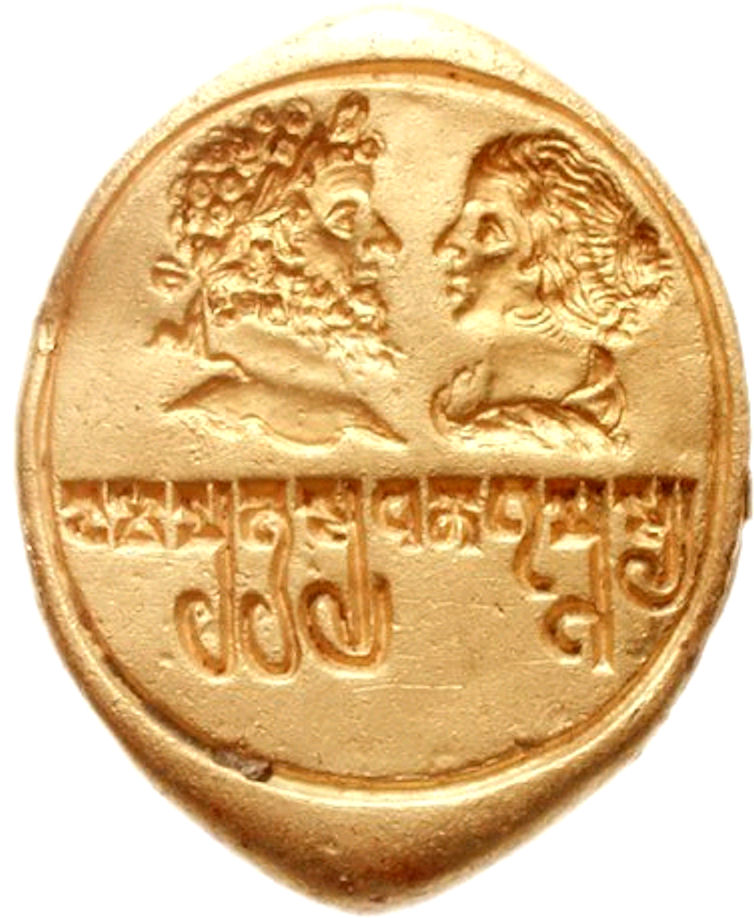
셉티무스 세베루스와 율리아 돔나의 초상이 새겨진 쿠샨의 고리.

로마-인도 무역 관계 (향신료 무역과 인센스 로드 참조)는 인도 아대륙과, 유럽 그리고 지중해의 로마 제국 간의 교역을 다룬다. 소아시아와 중동을 거친 내륙의 캐러밴 교역로를 통한 무역은 후대에 비교했을 땐 상대적으로 적어지지만, 기원전 30년 아우구스투스 재위와 이집트 정복 이후 서력기원이 시작될 무렵에 발생한 홍해를 통한 남쪽 교역로보다 먼저 시작되었다.
남쪽의 무역로는 고대 로마 제국과 인도 아대륙 간의 무역을 활성화시키는 데 도움을 주어, 로마 정치인들과 역사가들은 기록물에서 로마의 아내들을 만족시키기 위하여 비단을 구매하는 데 은과 금을 손실한 것을 비난하였으며, 최종적으로 남방의 교역로는 내륙 교역로를 능가하였고 이어서는 전체적으로 대체하였다. 로마와 그리스 교역상들은 오늘날 남인도와 스리랑카에 해당하는, 고대 타밀 국가들을 자주 방문하였고, 해양 민족인 타밀족의 판디아, 촐라, 체라 왕조 등과 교역을 이루었으며, 서력 기원이 시작하기 몇 십년 전인 프톨레마이오스 왕조 시대 이래로 그리스-로마 세계와 인도 아대륙 간의 무역을 성사시키고 서로마 제국의 멸망 뒤에도 오랜 기간 유지되었던 교역 거점들을 설치하였다.
7세기에 기독교 국가인 악숨 왕국과 동로마 제국 간의 접촉이 끊어지고 어느 시기에 악숨 왕국은 서서히 쇠퇴하기 시작하였고, 서방의 사료에서 그 모습을 감추었다. 악숨 왕국 자체는 이슬람의 압박 속에서도 11세기까지 남아있다가, 왕족들의 분열로 전복되었다. 접촉은 무슬림 세력들이 물러난 뒤로는 회복되었다.

## 배경

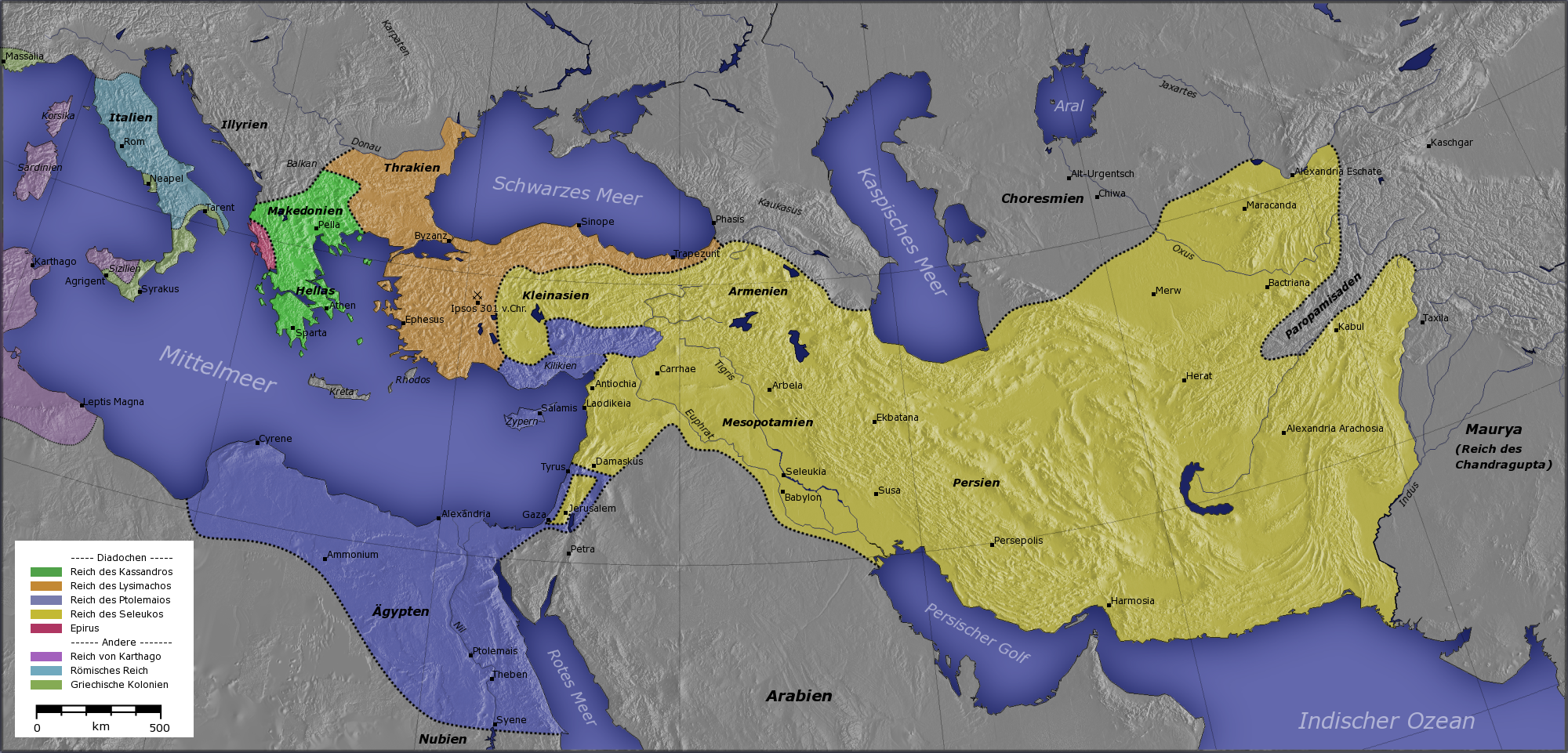
로마의 아이깁투스 속주 설치 이전 인도의 교역망들을 지배하던 셀레우코스와 프톨레마이오스 왕조들.
프톨레마이오스 왕국
셀레우코스 제국

셀레우코스 제국은 아케메네스 제국의 영향 하에 과거부터 존재했던 인도 아대륙과의 발달된 교역망을 지배했었다. 남아라비아반도와 인도 아대륙으로 향하는 다륙 교역로의 서쪽과 북쪽 끝을 통제하던 그리스계 프톨레마이오스 왕조는 로마의 개입보다 앞서 이 지역 내 교역 기회들을 개발하기 시작했으나, 역사가 스트라본에 의하면], 인도와 그리스 간의 상업 규모가 후대의 인도-로마 교역 규모에 대해선 비교할 만큼은 아니었다.
'에리트라해 안내기'는 이집트와 인도 아대륙 간의 해상 교역이 원양 항해로 이루어진 것이 아니었음을 한 차례 언급하였다. 이러한 상황에서 교역품들은 아덴으로 이송되었다:
아덴 – 아라비아 에우다이몬은 한때 부의 도시라 불렸는데, 당시 선박들이 인도에서 이집트로 가지 않고 이집트에서 더 멀리 가지 않고 이곳으로만 오게 되어, 알렉산드리아가 이집트 외부와 이집트 내에서 사온 상품들을 받는 것처럼 양쪽으로 화물들을 받았기 때문이었다.— Gary Keith Young, Rome's Eastern Trade: International Commerce and Imperial Policy

프톨레마이오스 왕조는 홍해의 항구들을 사용하여 인도 왕국들과의 교역을 개발했었다. 아이깁투스 속주를 설치함으로써, 로마인들은 이 항구들을 이용하여 기존에 있었던 무역을 더욱 발전시켰다.
스트라본 그리고 대 플리니우스 같은 고전 지리학자들은 일반적으로 새로운 정보들을 자신들의 작업물에 포함시키는 데 보통 느렸고, 저명한 학자들이라는 그들의 이러한 위치를 고려할 때, 미천한 상인들과 이들의 지지학적인 기록물들에 대해 편견이 있었던 것으로 보인다. 클라우디오스 프톨레마이오스의 '지리학'에서는 그가 상인들의 기록에 대한 개방성을 보였고 무역업자들의 정보 제공이 없었다면 벵골만을 그렇게 정확하게 기록해낼 수 없었기에 이러한 관행에서 어느 정도 벗어난 것을 나타낸다. 따라서 마리누스와 프톨레마이오스가 황금반도 (말레이반도)동쪽에 위치한 '마그누스 시누스'(타이만과 남중국해)의 카티가라 (안토니누스 왕조 시대의 로마 유물들이 발굴된 베트남의 옥에오 또는 인도의 카티아와르)에 가는 방법에 대해서 알렉산드로스라는 이름의 그리스 선원의 증언에 의지하는 것은 놀라운 일이 아닐 것이다. 아이깁투스 출신에 그리스어를 구사하던 상인 저술가가 집필한 서기 1세기의 '에리트라해 안내기'는 작가가 이 장소들을 방문했음을 분명히 하는, 강이나 바다에서 걸리는 시간, 어디에서 닻을 내려야 하는지, 왕궁의 위치가 어딘지, 그 지역의 생활 풍습 및 그곳 시장에서 볼 수 있는 상품이 무엇인지, 계절풍을 타기 위하여 이집트에서 그 지점으로 가는 가장 좋은 시기가 언제인지 등을 포함한 아라비아와 인도의 교역 도시들에 대한 생생한 기록들을 제공한다.

## 서력 초기

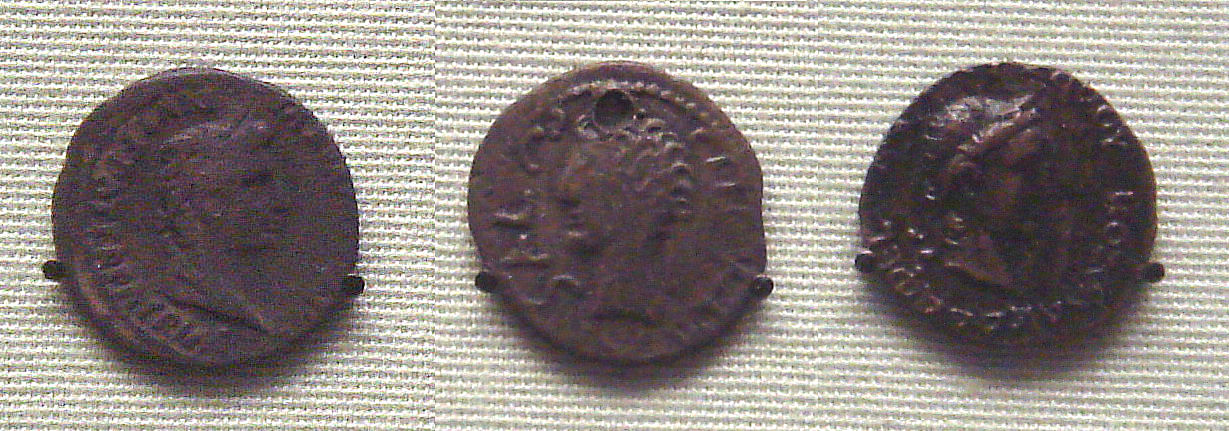
인도에서 발견된 티베리우스 시대 (서기 14년-37년)의 은제 데나리우스. 서기 1세기에 제작된 티베리우스 주화 복제본. 아우구스투스의 주화를 모방한 쿠샨 황제 쿠줄라 카드피세스의 주화.

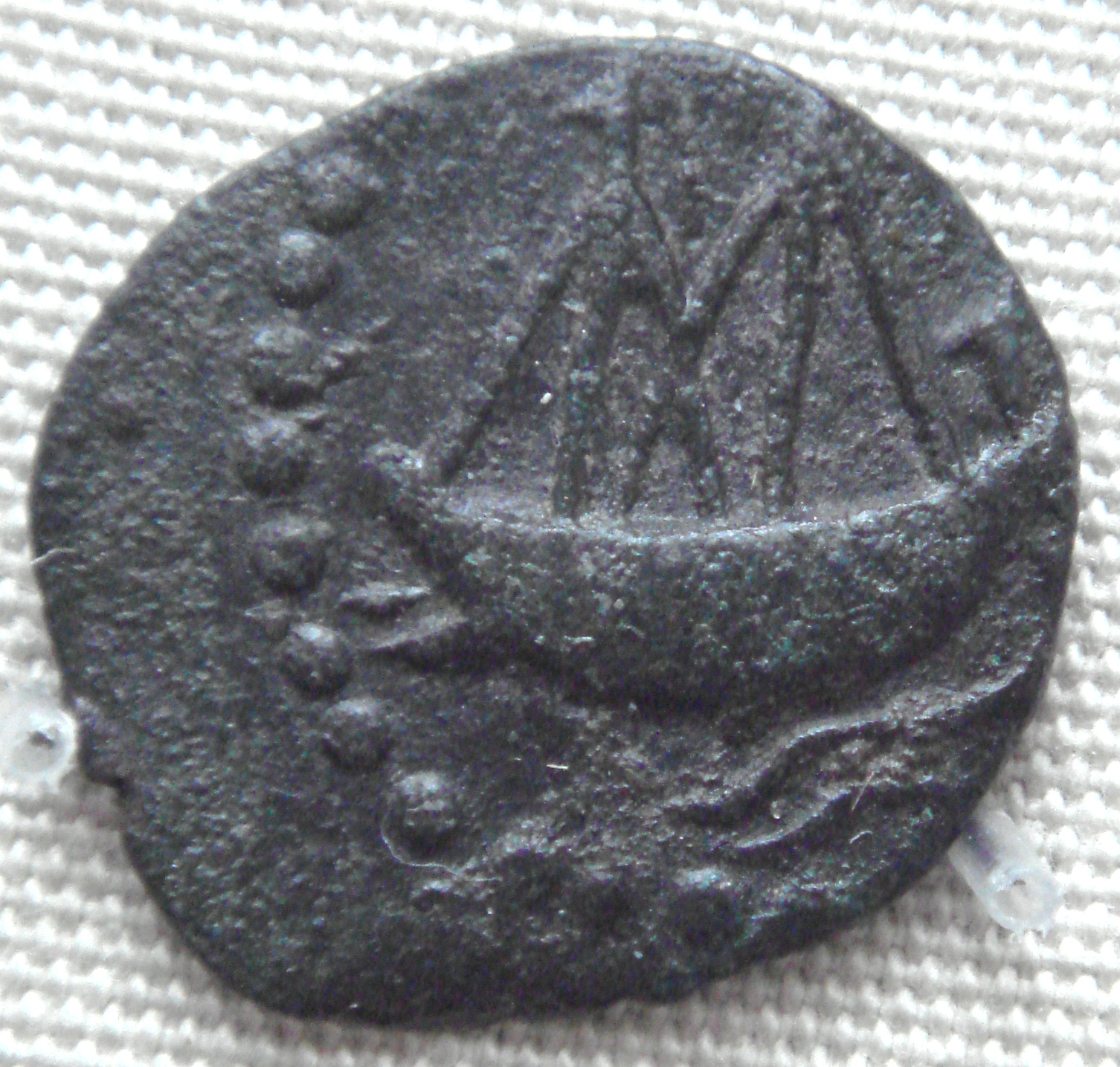
서기 1-2세기의 바시티푸트라 팔루마니의 인도 선박을 묘사한 납으로 만든 주화

로마의 팽창 이전에, 인도 아대륙의 여러 민족들은 다른 지역들과 활발한 해상 무역을 이루었다. 그렇지만 인도 항구들의 그 중요성이 극적으로 증가한 것은 그리스 로마인들이 이 지역들에 대한 시기별 계절풍에 대한 지식을 습득함으로써 홍해의 바닷길이 열릴 때까지 일어나지 않았다. 서력 기원 첫 두 세기들은 서인도와 로마의 동부 간이 바다를 통한 무역이 뚜렷하게 증가함을 보여주었다. 무역 확장은 새로운 탐험과 온전한 은화 및 금화를 만들 수 있게 한 아우구스투스 시대 (재위: 기원전 27년–서기 14년) 이래로 로마 제국이 이 지역에 가져온 안정을 통해 이뤄졌을 것이다.
오늘날 서인도 해안은 '에리트라해 안내기' 같은 문헌에서 자주 언급되었다. 이 지역은 강한 조류, 사납게 날뛰는 파도로 유명하였고, 바위로 된 해저는 해운 업무에 있어 위험하였다. 선박의 닻은 이 지역의 강한 파도를 만나 배를 침몰시키거나 난파시키기 위해 빠르게 떨어져 나갔을 것이다. 해상 위 선박에서 사라진 석제 닻들이 쿠치만에 위치한 베트 드와르카라는 섬에 남아 있다. 1983년 이래로 베트 드와르카 섬 주변으로 육지와 연안에 대한 발굴들이 이뤄지고 있다. 발견된 것들에는 퇴적물에 묻혀 있었고 축을 통해 나 있는 구멍들 때문에 닻으로 여겨지는 납과 석제 유물들이 있었다. 난파선의 선체 흔적이 남아있기는 매우 드물기는 하나, 2000년과 2001년에 이뤄진 연안 발굴에서 각기 다른 크기의 암포라 7개, 납으로 된 닻 2개, 각기 다른 유형의 석제 닻 42개, 질그릇 조각들, 원형으로 된 납 잉곳 등이 출토되었다. 암포라 7개 유물은 고르지 않은 표면을 지닌 두껍고 거친 직물이 있었으며, 로마 제국에서 온 포도주와 올리브유를 수출하는 데 쓰였을 것이다. 고고학자들은 이 암포라들 대부분이 포도주 용도의 암포라로 결론 지었는데, 올리브유는 인도 아대륙에서는 그 수요가 덜했기 때문이었다.

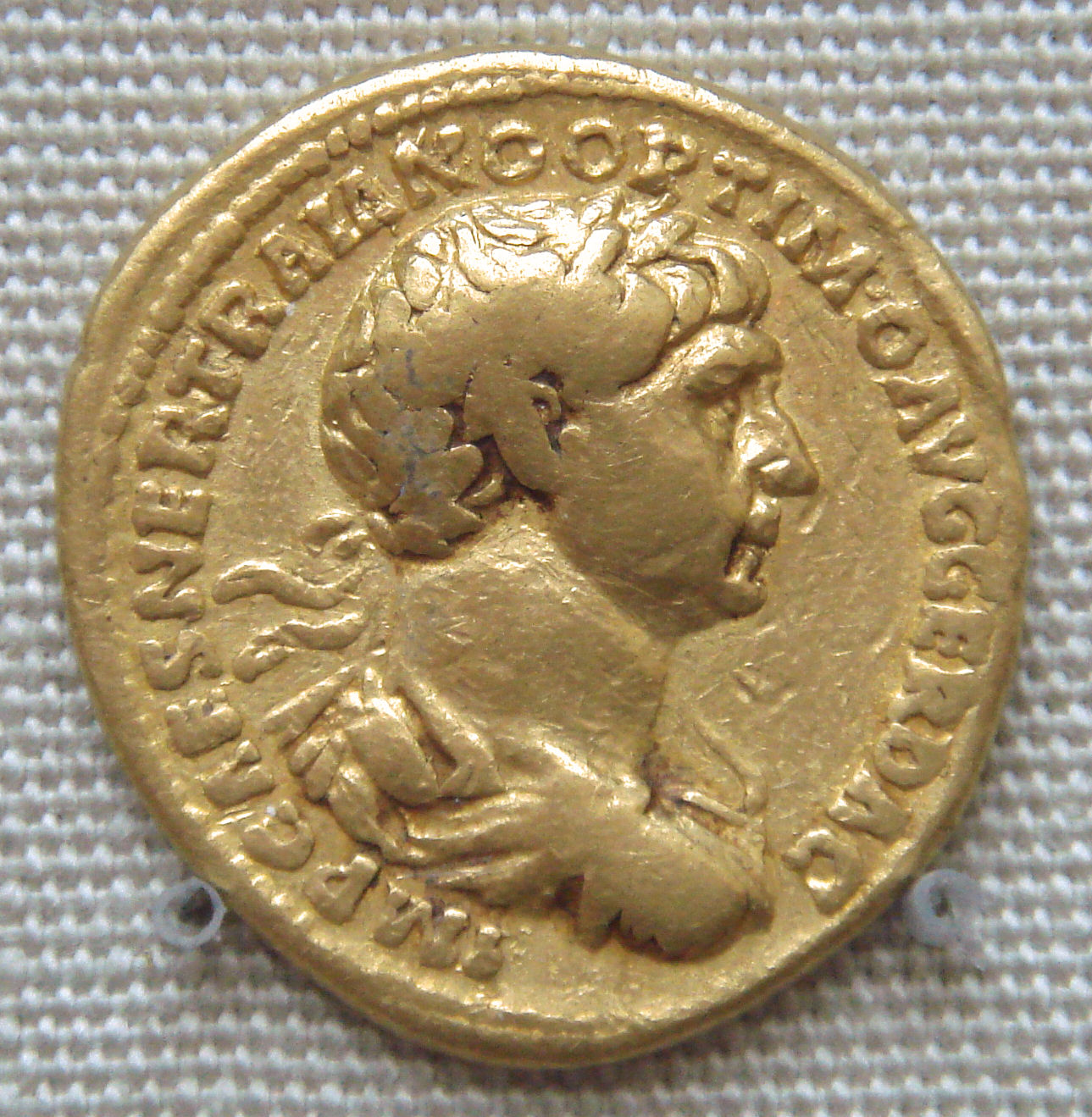
아프가니스탄의 불교 사원인 아힌 포슈에서 쿠샨의 통치자 카니슈카의 주화와 같이 발견된 트라야누스의 주화.

베트 드와르카의 유물들이 이 지역 해양사에서 있어 중요했기 때문에, 고고학자들은 인도 내 자원들을 연구하였다. 섬이 위치한 이곳의 불리한 조건들 때문에, 다음의 물품들은 베트 드와르카와 나머지 서인도 지역들을 더불어 교역에 있어 중요한 위치로 만들었다. 라틴어 문헌에 따르면, 로마는 로마의 폭동을 방지하는 오락으로 이용된 방식인 서커스에 쓰기 위하여 인도의 호랑이, 코뿔소, 코끼리, 뱀 들을 수입하였다. 로마의 여성들이 인도양의 진주를 착용하였고 음식에 허브, 향신료, 후추, 구기자, 생강, 참기름, 설탕 등을 사용하였다고 페리플루스에서 언급되었다. 인디고는 색상으로 사용되었고 동시에 면직물은 의류에 쓰였다. 게다가, 인도 아대륙은 로마의 세련된 가구들을 위하여 흑단들을 수출하였다. 로마 제국은 또한 의료 목적으로 인도의 라임, 복숭아, 여러 과일들을 수입하였다. 이에 따라 서인도는 이 시기 많은 양의 로마의 금화를 수용하였다.
서인도의 좁은 만을 거슬러 항해를 해야했기에 때문에, 특수한 거대 배들이 사용되었고 선박 개발이 필요로 했었다. 서인도의 만 입구에서, 트라파가(trappaga)와 코팀바(cotymba)라 불리던 커다란 배들이 외국의 선박들을 항구로 안전히 이끌도록 도와주었다. 이러한 선박들은 상대적으로 장기간 해안 순항이 가능했고, 일부 인장들에는 이러한 유형의 선박을 묘사하고 있다. 인장들에서, 수평으로 나타난 선은 이 선박들의 기둥들을 나타내는 것으로 암시된다. 선박의 가운데에는 삼각형 모양을 한 단일 마스트를 갖추고 있다.
최근의 발굴과 별개로, 선박 건조의 발전뿐만 아니라 긴밀한 무역 관계 등이 일부 로마 주화들의 발견으로 뒷받침되었다. 이 주화들에는 튼튼한 돗대 두 개가 달린 선박들이 묘사되어 있다. 따라서, 주화와 문헌 (플리니우스 및 페리플루스) 등에서 비롯한, 인도 선박들에 대한 이 묘사는 항해 면에 있어서의 인도 발전은 인도-로마 간의 무역 증가 때문이었음을 암시한다. 추가적으로, 서인도에서 발견된 로마 은화들은 주로 1, 2, 5세기의 것들이었다. 이 주화들은 인도반도가 서기 1, 2세기 동안 로마와 안정적인 해상 무역을 이루고 있었음을 시사한다. 아우구스투스 시대 동안 육상 교역로 역시도 인도의 사절단들이 로마에 도달하기 위해 사용되었다.
베트 드와르카 및 서인도 해안의 다른 지역들에서 발견된 유물들은 서력 초기 두 세기 기간 활발한 인도-로마의 무역 관계가 있었음을 시사한다. 하지만 3세기에는 인도-로마 교역이 끝나고 말았다. 로마와 인도 간의 해상 교역로는 닫히게 되었고, 이에 따라 교역은 로마의 팽창 및 탐험 이전 시기 때로 되돌려졌다.

## 성립

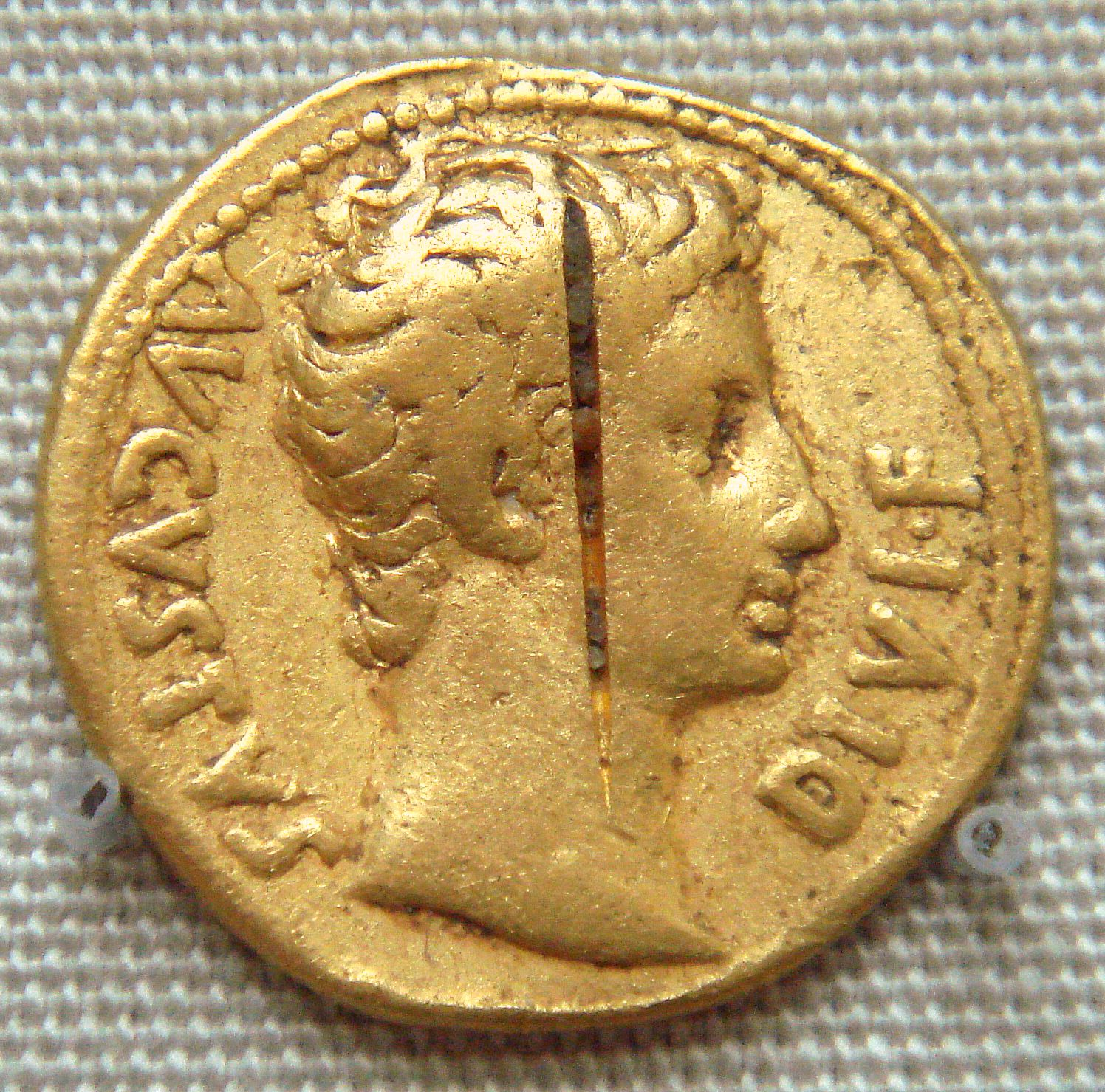
푸두코타이 컬렉션에서 발견된 로마 황제 아우구스투스의 주화. (대영박물관 소장)

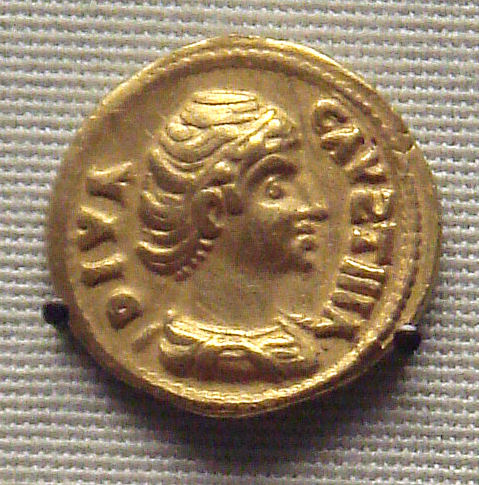
서기 2세기의 대 파우스티나의 아우레우스에 대한 인도의 복제 주화 (대영박물관 소장)

로마 제국이 그리스 왕국들의 지중해 동부 연안의 통치자 자리를 대체한 것은 동방 지역과 직접적인 해상 무역의 강화 및 무역로를 기반으로 한 여러 곳의 중계상들이 뜯어낸 세금의 제거로 이어졌다. 로마의 이집트 합병에 따른 어마어마한 무역 증가에 대한 스트라본의 언급은 그의 생전 시기 때부터 계절풍이 알려졌음을 암시한다.
키지코스의 에우독소스가 기원전 130년에 시작한 인도 교역은 스트바본에 따르면 계속해서 커져갔다 (II.5.12.):
어쨌든, 갈루스가 이집트의 프라이펙투스이던 시절에, 나는 그와 함께 나일강을 타고 내려가 저 멀리 시에네와 악숨 왕국의 국경 (에티오피아)까지 이르렀고, 무려 120척이나 되는 선박들이 미오스 호르모스에서 인도 아대륙까지 항해하고 있었음 알게 되었는데, 불과 프톨레마이오스 왕가가 있던 시절에는, 아주 소수의 선박만이 항해에 나서 인도 상인들에게 화물을 전하였다고 한다.— 스트라본

아우구스투스 시기 쯤 120척에 달하는 배들이 매년 미오스 호르모스에서 인도까지 항해할 준비를 하고 있었다. 이 교역을 위해 아주 많은 금화가 사용되었으며, 이 금은 쿠샨 제국에서 자기네들만의 주화를 제작하기 위해 재사용되었을 것인데, 이 점에 대하여 대 플리니우스는 인도로 정화(正貨)가 빨려나가는 것에 대해 불만을 토로했었다 (NH VI.101):
인도, 중국, 아라비아반도 등이 아주 적은 수치로 보아도 매년 우리 제국에서 수억 세스테르케스를 챙기고 있으며 이것은 우리의 사치품과 여성들이 우리에게 청구한 것이다. 이 수입품들의 일부 얼마나 신들이나 죽은 영혼들을 위한 제물이란 말인가?— Pliny, Historia Naturae 12.41.84.

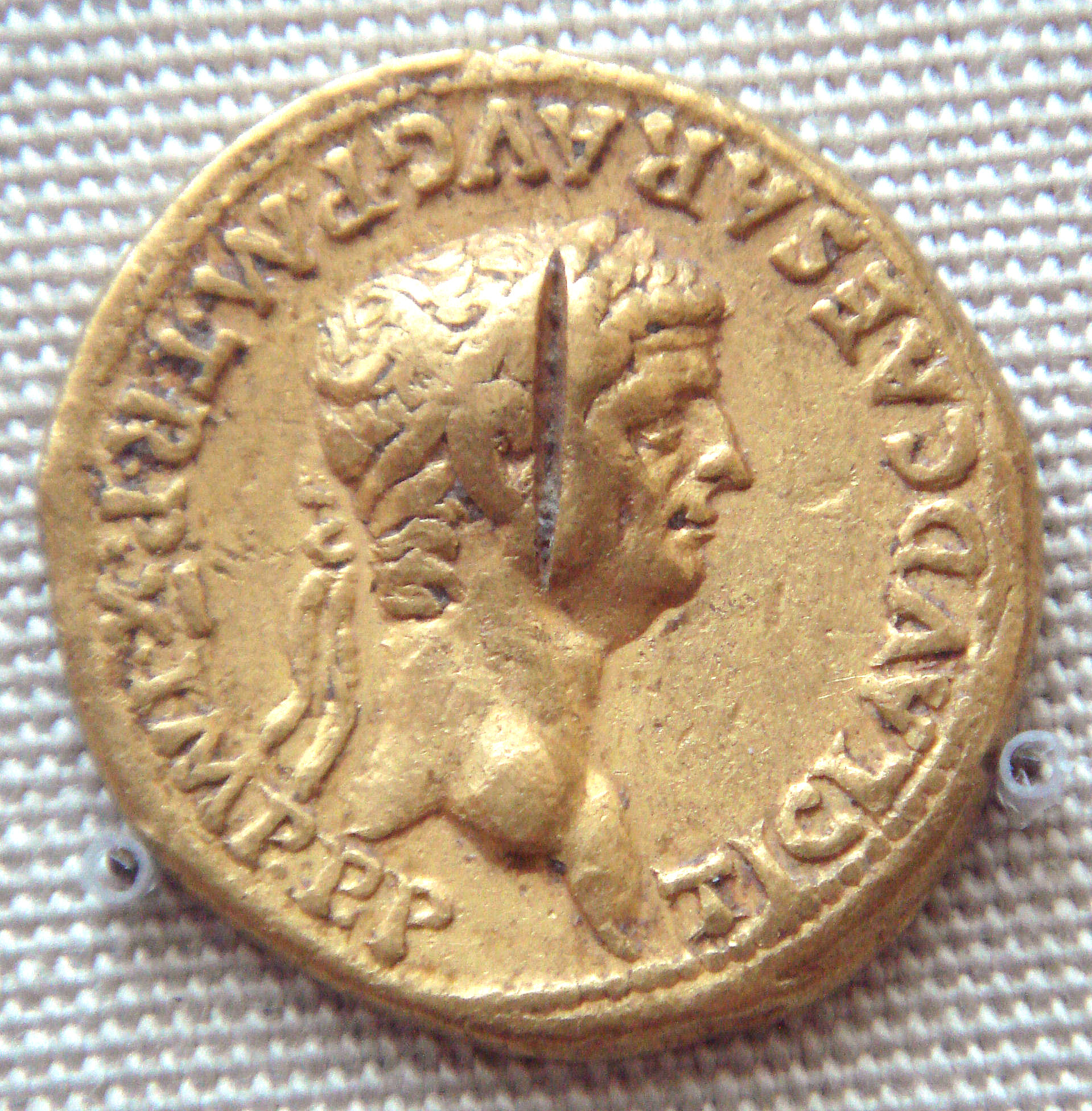
남인도에서 발굴된 클라우디우스의 금화 (50년–51년).
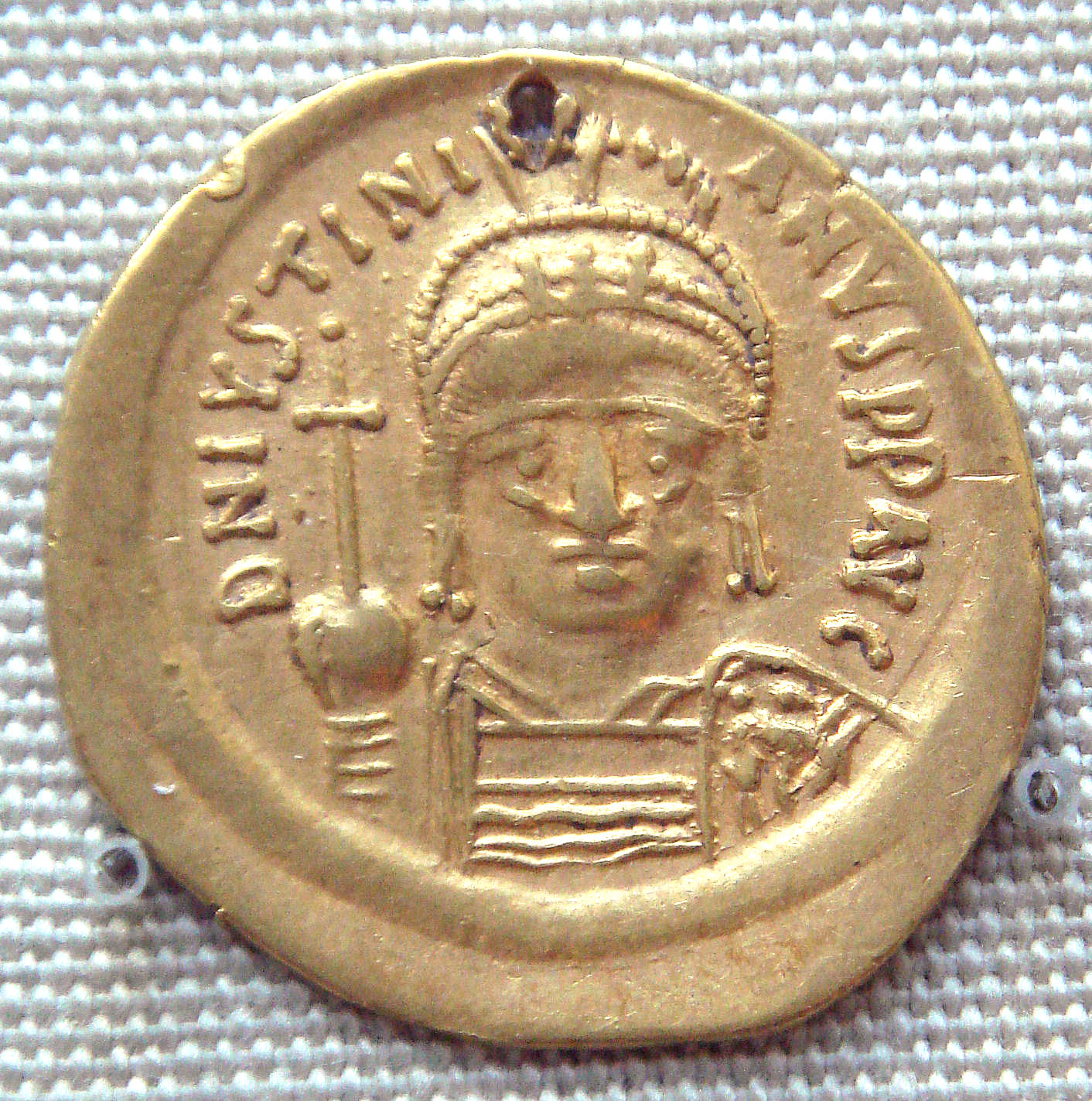
인도 남부에서 발굴한 것으로 보이는 유스티니아누스 1세의 금화 (서기 527년–565년).

## 이국적인 동물들에 대한 교역

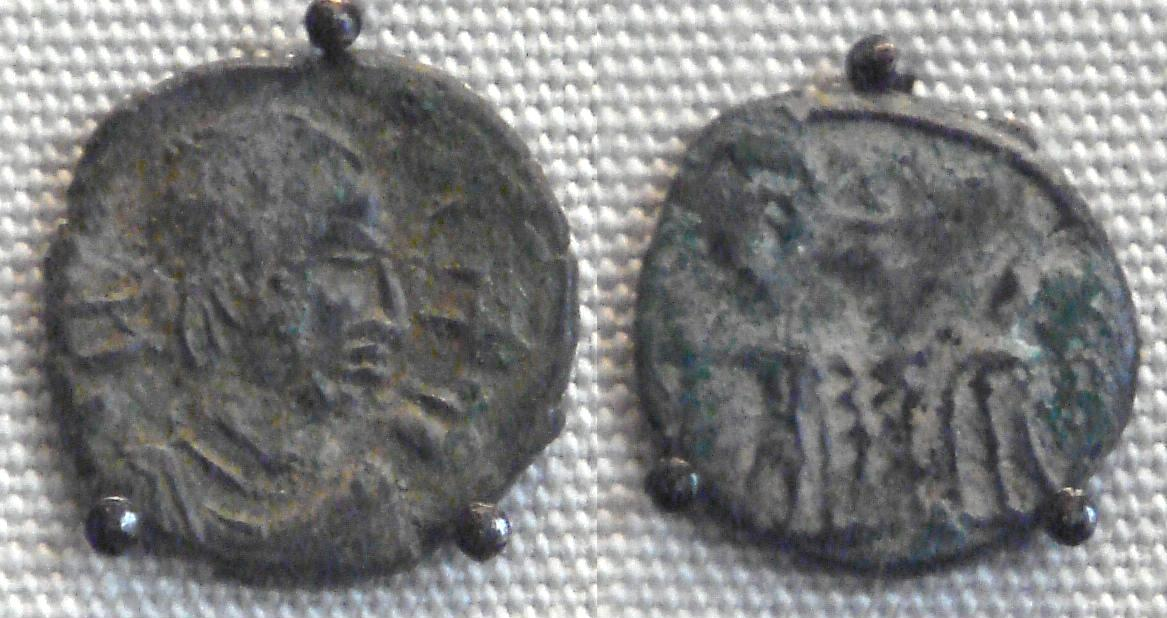
4세기 로마 주화에 대한 4-8세기에 제작된 스리랑카의 모조품.

인도양 항구와 지중해 항구 간의 동물 교역에 대한 증거들이 존재한다. 이는 이탈리아의 로마 빌라 유적지에 남아 있는 모자이크 및 프레스코를 통해 확인해 볼 수 있다]. 예시로, 빌라 로마나 델 카살레에는 인도, 인도네시아, 아프리카에서 동물들을 생포하는 장면을 묘사하는 모자이크가 존재한다. 동물들에 대한 대륙 간 교역은 이 빌라 소유자들의 부의 원천 중 하나였다. Ambulacro della Grande Caccia 보관됨 13 2월 2017 - 웨이백 머신이라는 이름의 회랑에, 동물들의 사냥 및 생포가 상당히 상세하게 나타내어 있어 그 동물의 종류를 알아볼 수 있을 정도이다. 또한 호랑이를 구석으로 몰기 위해 희미하게 빛을 내는 유리 혹은 거울 구체로 주의를 돌리는 기술이 나타나 있는 장면이 존재한다. 주의를 돌리는 용도의 붉은 색 리본을 착용한 채 사냥을 하는 호랑이 또한 나타나 있다. 모자이크에는, 코뿔소, 인도인 조종사와 같이 있는 인도 코끼리 (귀 모양을 통해 분간), 인도 공작, 그 밖에 이국적인 새들 등 다양한 동물들이 존재한다. 또한 아프리카의 여러 동물들도 존재한다. 호랑이, 표범, 아시아 및 아프리카 사자 등이 아레나와 서커스 등에 사용되었다. 유럽사자는 이미 이 당시에 멸종이 된 상태였다. 아마 마지막으로 살아있던 개체들은 발칸반도에 살았었고 아레나에 배치시키기 위해 사냥당하였다. 새와 원숭이 등은 많은 빌라의 손님들을 즐겁게 해주었다. 또한 빌라 로마나 델 텔라로에 있던 모자이크에는 정글에서 아마 부주의한 사냥꾼으로 보이는 로마인의 복장을 한 사내를 공격하는 호랑이를 나타내는 장면이 있다. 동물들은 화물에 실려 배로 옮겨졌다.

## 항구

### 로마의 항구
동방 무역과 관련된 로마의 주요 3대 항구에는 아르시노에, 베레니케, 미오스 호르모스 등이 있었다. 아르시노에는 초기 무역 중심지 중 하나였으나 곧 접근성이 좀 더 나았던 미오스 호르모스와 베레니케에 빛을 바랬다.

#### 아르시노에

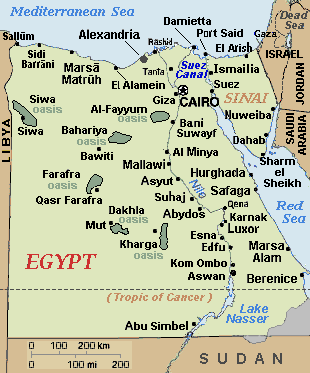
알렉산드리아와 베레니케를 포함한, 이집트 홍해 항구의 위치들.

프톨레마이오스 왕조는 알렉산드리아의 전략적 위치를 인도 아대륙과의 무역을 안정시키는 데 사용하였다. 당시 동방과의 무역 과정은 처음에는 현재 수에즈 위치에 해당하는 아르시노에의 항구를 통해 이루어졌던 것으로 보인다. 동아프리카 무역에서 비롯한 상품들은 이 로마의 주요 3대 항구인 아르시노에, 베레니케, 미오스 호르모스 중 한 곳에 놓였다. 로마인들은 나일강에서 홍해의 아르시노에 항구 중심부까지 진흙으로 뒤덮인 수로를 보수하고 청소했다. 이는 로마 행정부가 가능한 한 해상 교역로를 통해 많은 무역을 하기 위하여 해야만 했던 여러 노력들 중 하나였다.
아르시노에는 마침내 미오스 호르모스의 커져가던 중요성에 압도되고 말았다. 아르시노에-클리스마 같은 북쪽의 항구들에서 시작되는 항해는 수에즈만의 북풍으로 인해 미오스 호르모스와 비교하였을 때 어려워졌다. 이 북쪽 항구에서 항해는 사주, 암초, 위험한 해류 등 별도의 어려움 역시도 겪었다.

#### 미오스 호르모스와 베레니케
미오스 호르모스와 베레니케 는 고대 시대의 주요 교역항이었던 것으로 보이며, 로마의 지배권 하에 떨어지기 전 고대 이집트와 프톨레마이오스 왕조 시기 때부터 무역상들이 사용했을 수 있다.
벨초니에게 발견된 이래로 (1818년), 베레니케는 남이집트의 라스 베네스 인근 유적지와 동일시 여겨졌다. 하지만, 미오스 호르모스의 정확한 위치는 Abu Sha'ar를 지지하는 프톨레마이오스의 '지리학'에서 주어진 위도와 경도, 그리고 나일강의 콥토스에서 시작되는 포장 도로 끝에 위치한 쿠세이르 엘콰딤을 가장 가능성 있는 정체라고 가리키는 고전 문헌 및 위성 사진에서 주어진 기록 등에서 논쟁에 있다. 쿠세이르 엘콰딤(Quseir el-Quadim)은 포장 도로 중간에 있던 엘제르콰(el-Zerqa)에서 발굴이 이뤄진 뒤 미오스 호르모스와 더욱 연관지어졌는데, 이 발굴 과정에서 이 도로의 끝에 있는 항구가 미오스 호르모스일지 모른다는 결론으로 이어진 오스트라카가 발견되었다.

### 주요 인도 항구

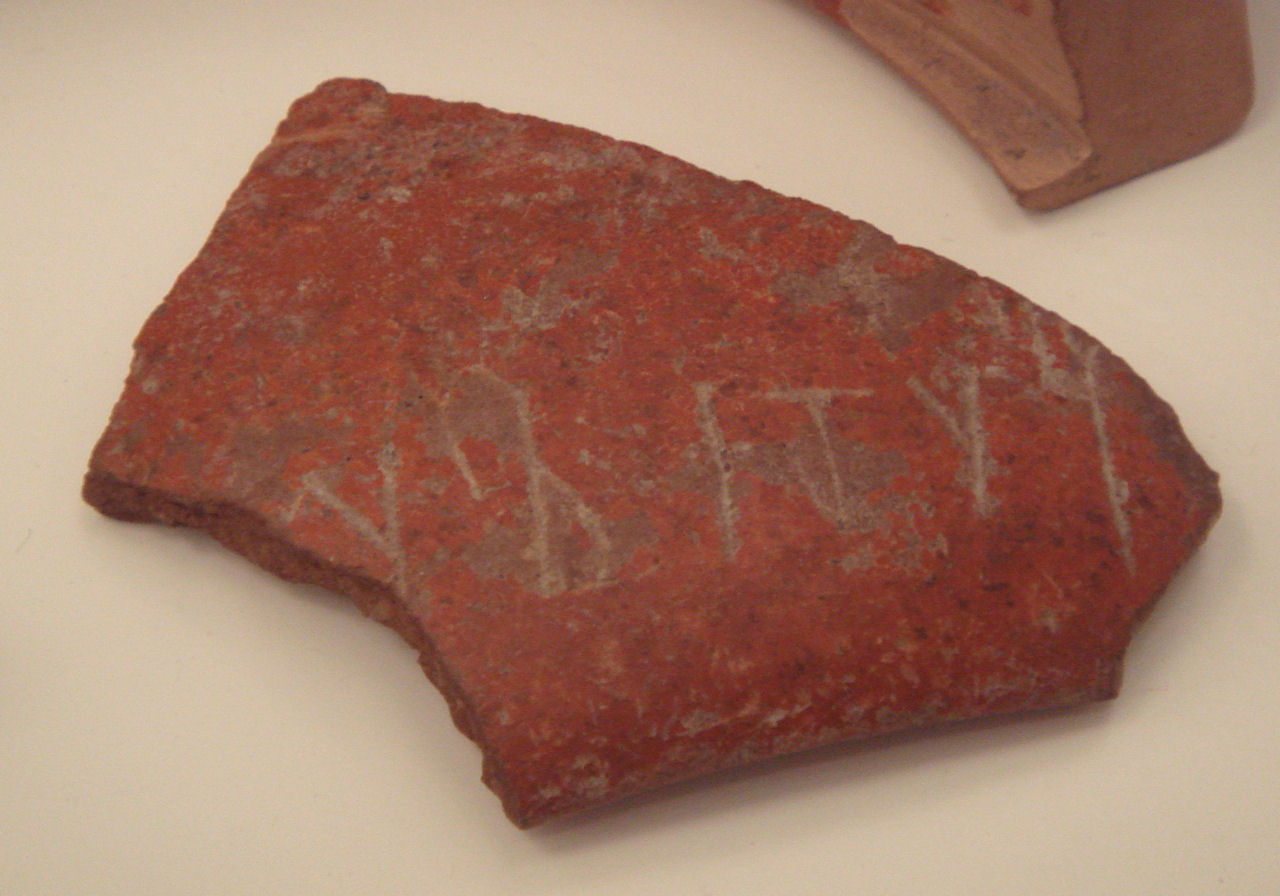
아리카메두의 비람파트남에서 발견된 라티움 아레초에서 만들어진 로마 시대의 도자기 조각 (서기 1세기, 기메 박물관 소장)

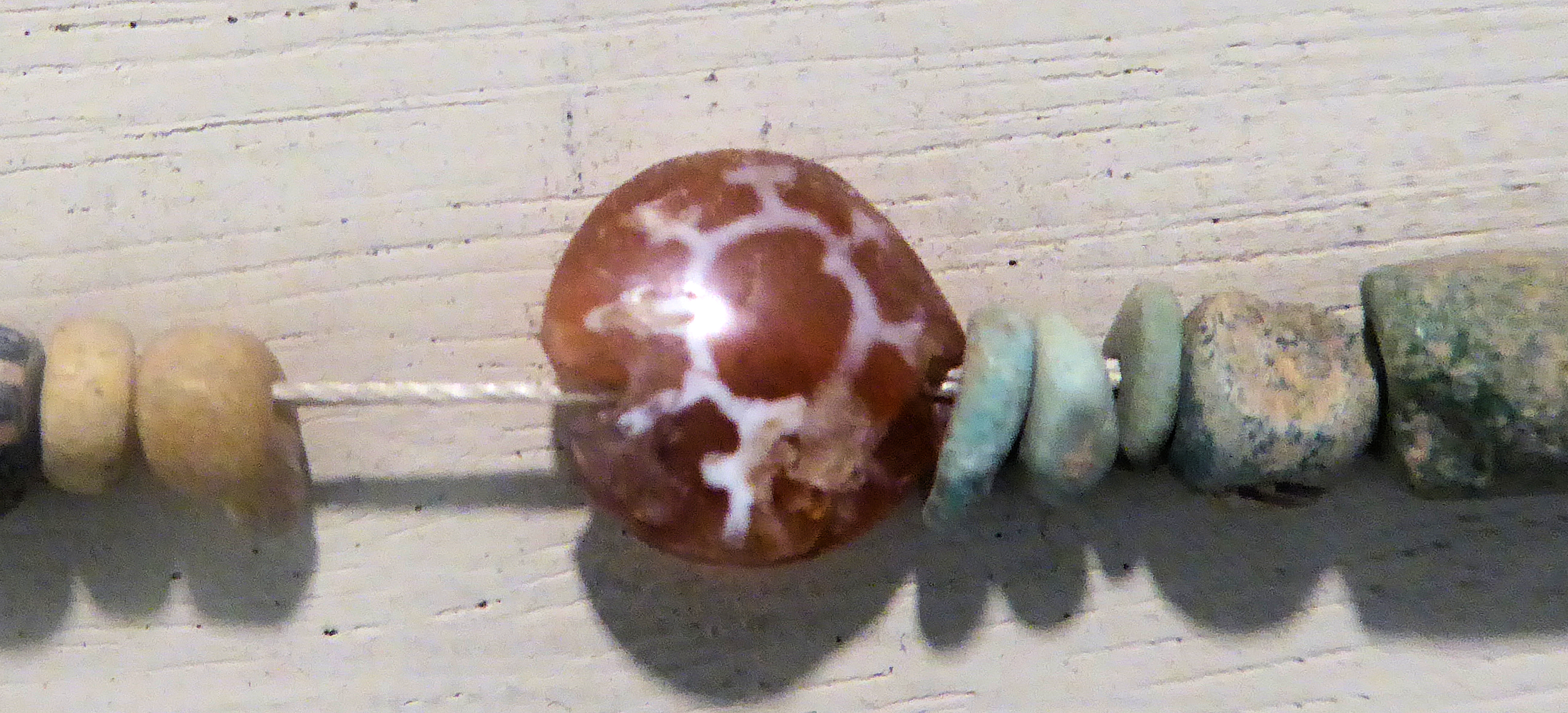
프톨레마이오스 시대의 이집트 유적지에서 사프트 엘힌나에서 발굴된 특유의 인도 지방 카넬리안 구슬 (페트리 박물관 소장).

오늘날 인도의 남쪽 끝에 있던 바르바리쿰 (오늘날 카라치), 수나구라 (방글라데시 중부), 바리가자 (구자라트어로 바루치), 무지리스 (오늘날 코둔갈루르), 코르카이, 카베리파티남, 아리카메두 (타밀나두) 등 항구들은 내륙 도시 코두마날과 더불어 인도-로마 간의 교역 중심지들이었다. '페리플루스 마리스 에리트레이'는 바르바리쿰에서 그리스-로마 상인들에 대해 코스투스, 베델리엄, 구기자, 나르드, 터키옥, 라피스 라줄리, 비단, 면직물, 견사, 인디고 등을 대가로 얇은 옷감, 무늬가 들어간 리넨, 토파즈, 산호, 소합향, 유향, 유리병, 은박이나 금박 제품, 포도주를 판매했다고 묘사한다. 바리가자에서, 이들은 밀, 쌀, 참기름, 목화, 옷감 등을 구매했을 것이다.

#### 바리가자
인도-스키타이계 서사트라프의 통치자 나하파나 (남바누스) 재위 시기에 바리가자와의 무역은 특히나 번성했었다:
이 시장 도시 (바리가자)로 수입되는 것들에는, 이탈리아 그리고 라오디케이아, 아라비아산 등의 포도주, 구리, 주석, 아연, 산호, 토파즈, 얇은 의복, 그리고 온갖 종류의 저속한 것들, 1 큐빗 넓이의 밝은 색 허리띠, 소합향, 전동싸리, 플린트 유리, 계관석, 안티모니, 현지의 화폐와 교환할 때 유리한 금화와 은화, 비용이 너무 비싸지 않고 많이 차지하지도 않는 연고 등이 있었다. 그리고 그곳의 왕을 위하여 값비싼 은으로 그릇, 노래 부르는 소년들, 하렘을 위한 미모의 처녀들, 고급 포도주, 최고급 직물로 짜인 짧은 옷, 질좋은 연고 등이 왕궁으로 이송되었다. 이곳에서는 감송, 코스투스, 베델리엄, 상아, 마노, 홍옥수, 구기자, 온갖 종류의 면직물, 견포, 아욱으로 짠 직물, 방적사, 필발 등이 수출되었고 그 밖의 것들은 다른 시장 도시들에서 이곳으로 이송되었다. 이집트에서 이 시장 도시로 향한 자들은 에피피(Epiphi) 기간인 7월쯤에 항해를 하는 것이 유리하다.— 에리트라해 안내기 (49 단락).

#### 무지리스

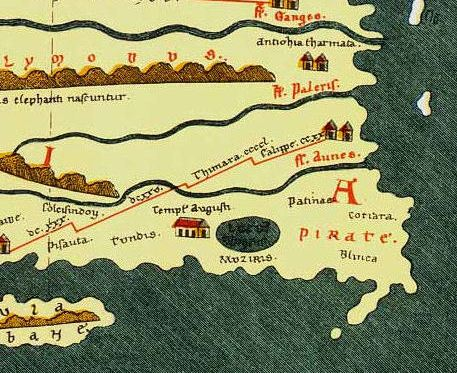
'포이팅거 지도'에서 '템플룸 아우구스티'(Templum Augusti)와 같이 등장하는 무지리스"

무지리스는 인도 남서해안에 있던 사라진 항구 도시로, 체라 왕국과 로마 제국 사이에 이뤄진 고대 타밀 지역 무역의 주요 중심지였다. 이곳의 위치는 보통 오늘날의 코둥갈루르 (케랄라주 중부)와 동일시 여겨진다. 파타남 (코둥갈루르 인근)이라는 마을에서 발견된 대량의 주화 및 암포라 등은 이 항구 도시로 추정되는 가능성 있는 위치를 찾는 데 최근의 고고학적 관심을 이끌어냈다.
페리플루스에 따르면, 여럿 그리스의 선원들이 무지리스와 활발한 교역을 맺으려 하였다고 한다:
"그리고 다미리카 (리미리케)의 첫 시장들인 나우라(Naura)와 틴디스(Tyndis)에 도착하고, 그 다음에는 무지리스와 넬킨다에 도착하게 되는데 이 도시들은 이 시기 가장 중요한 도시들이었다. 틴디스는 체로보트라 왕국의 영토에 있었고 바다에서 보이는 평지에 위치한 마을이었다. 같은 왕국의 영토에 있던 무지리스는 그리스인들이 아라비아에서 보낸 화물들을 싣고 보내진 배들로 가득하였다. 이곳은 강에 위치한 도시로, 강과 바다로 500 스타디아만큼 틴디스와 떨어져 있었으며, 해안으로부터는 20 스타디아만큼 거리에 있었다"— 에리트라해 안내기 (53–54)

#### 아리카메두
'에리트라해 안내기'는 포두케(Poduke)라는 이름의 시장을 언급하는데 (ch. 60), 이에 대해 G.W.B. 헌팅퍼드는 오늘날 퐁디셰리에서 대략 3 킬로미터 (1.9 mi) 거리에 있었고, 초기 촐라 무역의 중심지였던 타밀나두의 아리카메두(오늘날 아리얀쿠팜 일부)일 수 있다고 보았다. 헌팅퍼드는 추가적으로 로마 도자기가 1937년 아리카메두에서 발견된 것과, 1944년과 1949년 사이의 고고학 발굴이 "이곳이 서기 1세기의 전반기 동안 로마의 상품들이 수입된 무역 거점"이라는 점을 나타낸다고 언급하였다.

## 문화 교류

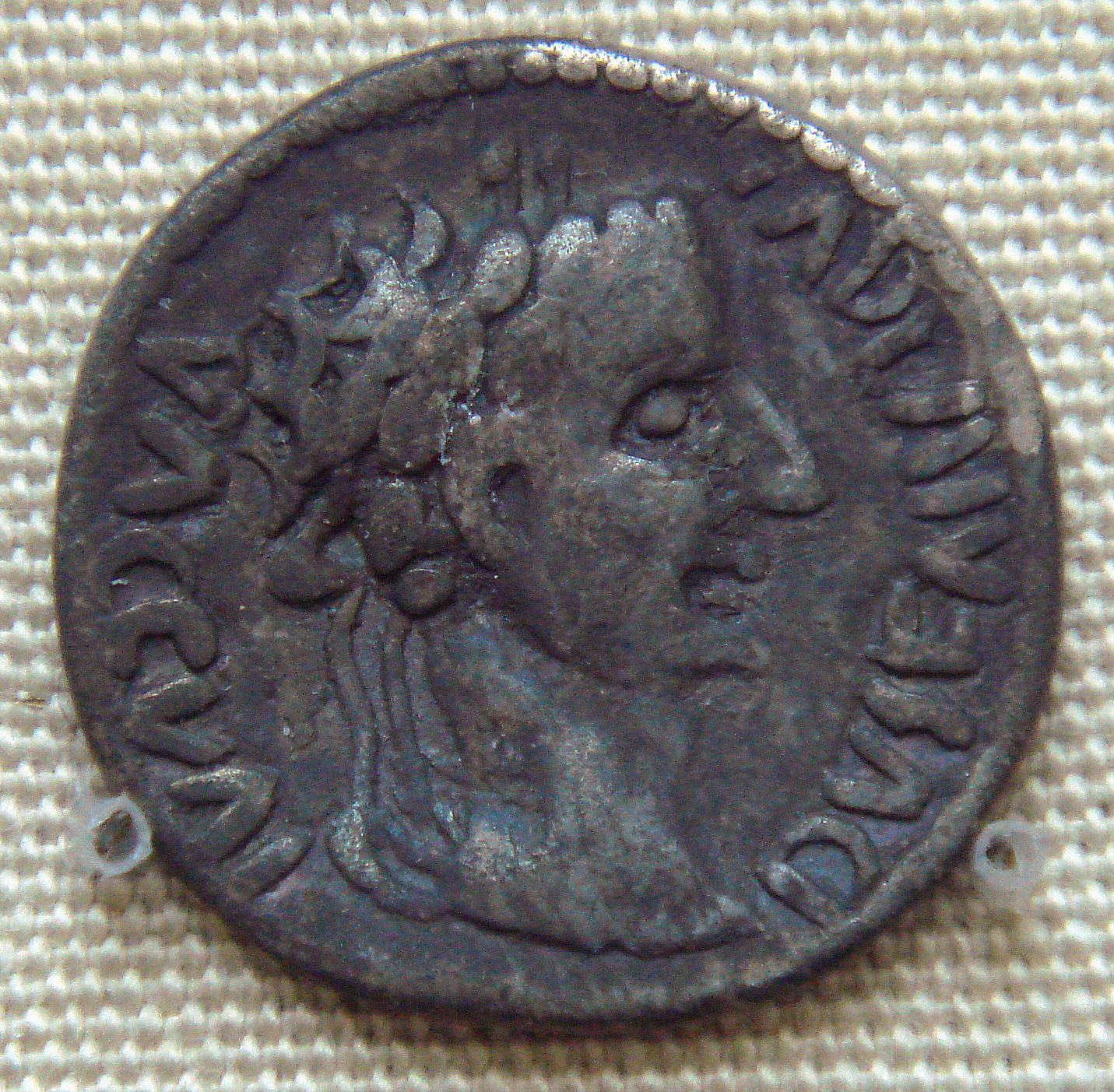
아우구스투스의 주화에 대한 서기 1세기 인도의 모조품 (대영박물관 소장).

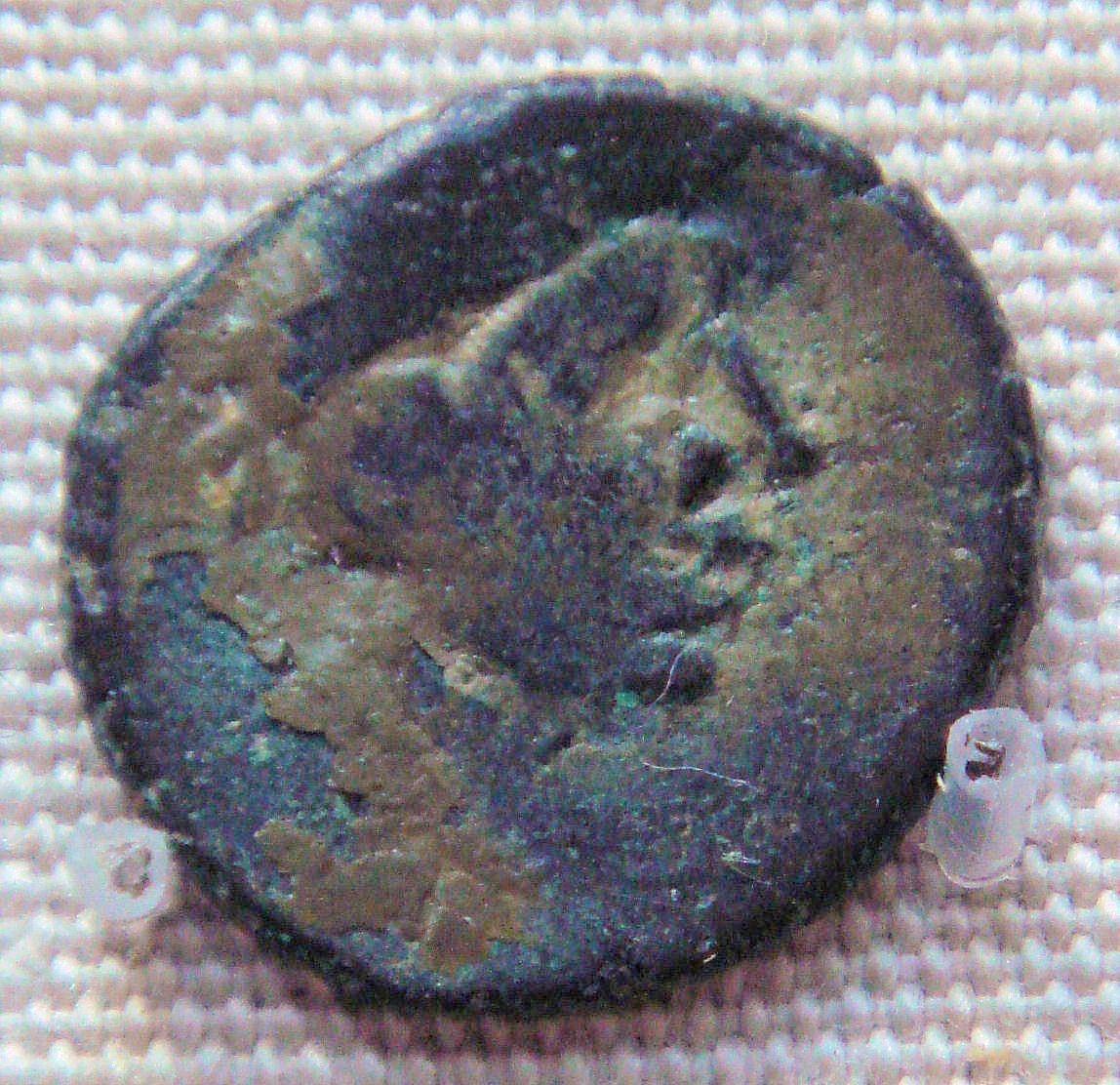
서기 4-8세기 스리랑카에서 제작된 로마 주화에 대한 청동 모조품

로마-인도 아대륙 간 교역에서 교역에 관여한 문명 및 그 주변에게 지속적인 영향를 미친, 몇몇 문화 교류가 이뤄지기도 하였다. 에티오피아의 악숨 왕국은 인도양 무역망에 연관되어 있었고 로마의 문화와 인도의 건축에 영향을 받았다. 인도의 영향력 흔적은 로마의 은과 상아로 된 제품이나, 유럽 내 판매를 위하여 사용된 이집트 면과 견사 등에서 찾아볼 수 있다. 알렉산드리아 내 인도인들의 존재는 현지 문화에 영향을 미쳤을 수도 있으나 이 영향의 방식은 거의 알려져 있지 않다. 알렉산드리아의 클레멘스는 저서에 붓다에 대해서 언급을 했고 그 밖에 인도 종교들이 이 시대의 문헌들에서 언급되었다.
한나라 역시 로마와의 무역에 관련되었을 수 있는데, 166년, 226년, 284년에 기록된 로마의 사절단은 중국 사서들에 의하면 베트남 북부의 일남군 (교지군)에 상륙했다고 전해진다. 로마의 주화 그리고 유리 제품, 은제품 등이 중국에서 발견되었으며, 뿐만 아니라 로마의 주화, 팔찌, 유리 구슬, 청동 램프, 안토니누스 왕조 시기의 메달 등이 베트남, 특히 옥에오 (푸난)에서 발견되었다. 1세기에 쓰인 '페리플루스'는 '티나이'(Θῖναι, 프톨레마이오스의 지리학에서의 '시나이'와 참조)라는 대도시를 지닌 이 나라가 어떻게 비단을 만들고 이를 박트리아로 수출한 다음 육상으로 인도의 바리가자로 보내고 갠지스강을 따라 내려보내는 지를 설명한다. 티레의 마리누스와 프톨레마이오스 등은 타이만과 동남아시아에 대해 모호한 기록들을 남긴 반면에, 알렉산드리아의 그리스인 수도사이자 전직 무역업자인 코스마스 인디코플레우스테스는 그의 저서 '기독교 지리지' (550년경)에서 중국에 대해서, 그리고 그곳으로 어떻게 항해를 하는지, 실론섬까지 뻗어있는 정향 무역에 중국이 어떻게 관여되어 있는지 등을 분명하게 전하였다. 인도와 대조적으로 중국에서 발견된 로마 주화가 적은 것에 대해 비교를 하며, 워릭 볼은 부차적인 역할을 하였던 고대 페르시아를 통과하는 육상 무역로와 더불어 로마인들이 구입해간 중국산 비단의 대부분이 인도에서 거래된 것이 주장하였다.
로마에서 온 기독교인과 유대인 정착민들은 양자 간의 무역이 쇠퇴한 뒤에도 오랜 기간 인도에서 계속 거주하였다. 대량의 로마 주화들이 인도 전역에서 발견되었으며, 특히나 남인도의 활발한 해상 무역의 중심지들은 더욱 그러하였다. 타밀라캄의 왕들은 자신들의 통치권을 나타내기 위해 로마 주화를 깎아낸 뒤에 거기에 자신들의 이름으로 다시 발행하였다. 무역업자들의 언급들은 인도의 타밀어로 된 상감 문학에 기록되어 있다. 이러한 언급 중 하나는 다음처럼 쓰여 있다: "아름답게 건조된 야바나 선박들이 황금을 갖고 온 뒤 후추를 실어 돌아가며, 무지리스는 이런 큰 소리가 울려퍼진다." (from poem no. 149 of 'Akananuru' of Sangam Literature)"

## 쇠퇴와 여파

### 로마의 쇠퇴

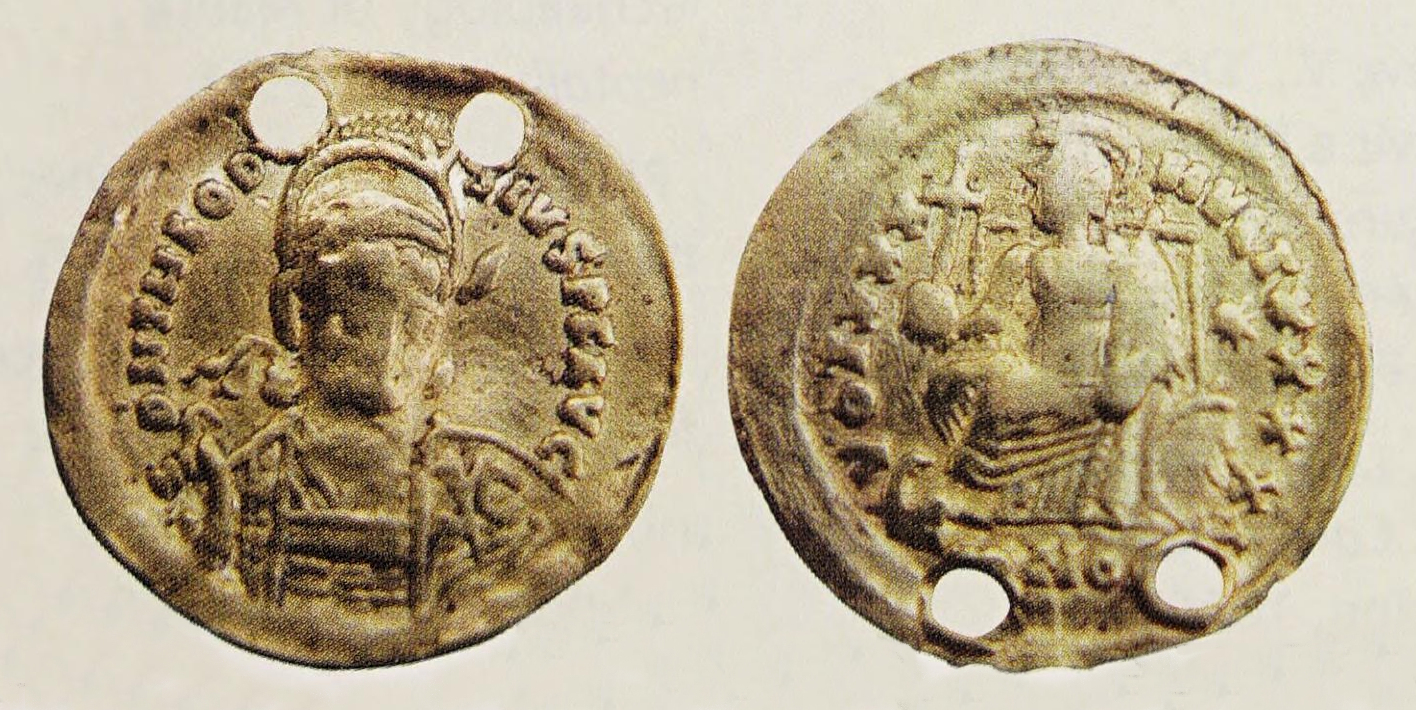
인도 아잔타 석굴의 한 수도원 발굴 중에 발견된 비잔티움 황제 테오도시우스 2세의 주화.

교역은 로마 제국 내 위기 격변의 기간이던 3세기 중반에 쇠퇴했으나, 4세기에 회복되어 7세기까지 이어지다가 사산 제국의 샤 호스로 2세가 627년 말에 동로마 황제 이라클리오스에게 패할 때까지 로마의 비옥한 초승달 지대 영토와 이집트 등을 점령하면서 종료되었다. 코스마스 인디코플레우스테스 ('인도로 항해한 코스마스')는 그리스계 이집트인 무역업자이자 시간이 흘러 수도사가 된 자로, 6세기에 인도와 스리랑카로 향하던 그의 무역 여정에 대한 글을 썼다.

### 훈족의 굽타 제국 유린
알촌 훈족의 인도 침입 (496년-534년)은 인도의 유럽과 중앙아시아 간의 교역에 심각한 피해를 주었다고 한다. 굽타 제국은 인도-로마 교역으로 막대한 이익을 얻고 있었다. 이들은 비단, 피혁 제품, 모피, 금속 제품, 상아, 진주 또는 나시크, 프라티스타나, 파탈리푸트라, 바라나시 등 주요 생산지에서 난 후추 같은 수 많은 사치품들을 수출하고 있었다. 훈족의 침입은 이 무역 관계와 여기에서 비롯하는 조세 수입을 혼란시켰을 것이다. 침입이 벌어지고 얼마 안되어, 이 침입과 토착 지배자들의 반란 등으로 이미 약화되어 있던 굽타 제국은 멸망하고 말았다. 침입이 벌어지고 나서, 굽타 제국의 붕괴 이후 여러 소규모 인도 권력자들이 등장하며 북인도는 혼란에 빠지게 되었다.

### 아랍의 팽창

라시둔과 우마이야 칼리프들의 지배 시절 이집트는 현재의 국경선을 형성하였다.

아므르 이븐 알 아스가 이끈 아랍 병력은 639년 말 혹은 640년 초에 이집트로 건너왔다. 이 진격이 이슬람의 이집트 정복의 시작을 알렸다. 알렉산드리아 및 이집트 나머지 지역들의 점령은 670년간 이어진 로마와 인도 아대륙 간의 교역의 끝을 불러왔다.
타밀어 지역권의 남인도는 국제 교역 상대로 힌두교와 그 뒤 불교가 도입된 것에서 볼 수 있듯이 로마에서 이뤄진 가벼운 인상보다 토착 문화에 더욱 큰 정도의 영향을 미쳤던 동남아시아에 의존하게 되었다. 하지만, 인도 아대륙 및 이들과의 교역에 관한 지식은 비잔티움의 서적들에서 보존되었고 '의식의 서'라 불린 의전 서적에 나타나 있듯이, 중동과 페르시아 내 커져가던 이슬람 국가들의 영향력에 말설 동맹을 구하던 비잔티움 황제의 궁정에서는 최소한 콘스탄티노스 7세 시기까지는 여전히 인도 지역과의 어느 정도 형태의 외교 관계를 유지했을 것이다.
오스만 튀르크가 15세기 (1453년)에 콘스탄티노플을 점령하면서, 유럽과 아시아 간 대부분의 직접 교역로에 대한 튀르크의 지배가 시작되었다. 오스만은 일찍이 유럽의 동방 무역을 차단시키며, 이에 따른 유럽인들의 아프리카 주변으로 한 해상 무역에 의존하게 만들었고, 유럽의 대항해시대, 더 나아가 중상주의와 식민주의의 발생을 자극시켰다.

## 같이 보기
- 고대 그리스-고대 인도 관계
- 불교와 로마 제국
- 유럽의 아시아 탐험 연대표
- 인도의 경제사
- 인도-메소포타미아 관계
- 인도의 해양사
- 인도-로마 관계
- 멜루하와 수메르의 교역
- 중국-로마 관계

## 참고 문헌
- An, Jiayao (2002). 〈When Glass Was Treasured in China〉.   Annette L. Juliano and Judith A. Lerner. 《Silk Road Studies VII: Nomads, Traders, and Holy Men Along China's Silk Road》. Brepols Publishers. 79–94쪽. ISBN 2-503-52178-9.
- Ball, Warwick (2016). 《Rome in the East: Transformation of an Empire》 2판. Routledge. ISBN 978-0-415-72078-6.
- Curtin, Philip DeArmond; el al. (1984). 《Cross-Cultural Trade in World History》. Cambridge University Press. ISBN 0-521-26931-8.
- 《The Encyclopedia Americana (1989)》. Grolier. 1989. ISBN 0-7172-0120-1.
- Farrokh, Kaveh (2007). 《Shadows in the Desert: Ancient Persia at War》. Osprey Publishing. ISBN 978-1-84603-108-3.
- Fayle, Charles Ernest (2006). 《A Short History of the World's Shipping Industry》. Routledge. ISBN 0-415-28619-0.
- Freeman, Donald B. (2003). 《The Straits of Malacca: Gateway Or Gauntlet?》. McGill-Queen's Press. ISBN 0-7735-2515-7.
- Harper, P.O. (2002). 〈Iranian Luxury Vessels in China From the Late First Millennium B.C.E. to the Second Half of the First Millennium C.E.〉.   Annette L. Juliano and Judith A. Lerner. 《Silk Road Studies VII: Nomads, Traders, and Holy Men Along China's Silk Road》. Brepols Publishers. 95–113쪽. ISBN 2-503-52178-9.
- Hill, John E. (2009). 《Through the Jade Gate to Rome: A Study of the Silk Routes during the Later Han Dynasty, First to Second Centuries CE》. BookSurge. ISBN 978-1-4392-2134-1.
- Holl, Augustin F. C. (2003). 《Ethnoarchaeology of Shuwa-Arab Settlements》. Lexington Books. ISBN 0-7391-0407-1.
- Huntingford, G.W.B. (1980). 《The Periplus of the Erythraean Sea》. Hakluyt Society.
- Kulke, Hermann; Dietmar Rothermund (2004). 《A History of India》. Routledge. ISBN 0-415-32919-1.
- Lach, Donald Frederick (1994). 《Asia in the Making of Europe: The Century of Discovery. Book 1.》. University of Chicago Press. ISBN 0-226-46731-7.
- Lieu, Samuel N.C. (2009). 〈Epigraphica Nestoriana Serica〉. 《Exegisti monumenta Festschrift in Honour of Nicholas Sims-Williams》. Harrassowitz Verlag. 227–46쪽. ISBN 978-3-447-05937-4.
- Lindsay, W S (2006). 《History of Merchant Shipping and Ancient Commerce》. Adamant Media Corporation. ISBN 0-543-94253-8.
- Luttwak, Edward (2009). 《The Grand Strategy of the Byzantine Empire》. Harvard University Press. ISBN 978-0-674-03519-5.
- Mawer, Granville Allen (2013). 〈The Riddle of Cattigara〉.   Nichols, Robert and Martin Woods. 《Mapping Our World: Terra Incognita to Australia》. National Library of Australia. 38–39쪽. ISBN 9780642278098.
- Meri, Josef W.; Jere L. Bacharach (2006). 《Medieval Islamic Civilization: An Encyclopedia》. Routledge. ISBN 0-415-96690-6.
- O'Leary, De Lacy (2001). 《Arabia Before Muhammad》. Routledge. ISBN 0-415-23188-4.
- O'Reilly, Dougald J.W. (2007). 《Early Civilizations of Southeast Asia》. AltaMira Press, Division of Rowman and Littlefield Publishers. ISBN 978-0-7591-0279-8.
- Parker, Grant (2008). 《The Making of Roman India》. Cambridge University Press. ISBN 978-0-521-85834-2.
- Potter, David Stone (2004). 《The Roman Empire at Bay: Ad 180–395》. Routledge. ISBN 0-415-10058-5.
- Schoff, Williamm H. (2004) [1912].  Lance Jenott, 편집. “"The Periplus of the Erythraean Sea: Travel and Trade in the Indian Ocean by a Merchant of the First Century" in The Voyage around the Erythraean Sea”. 《Depts.washington.edu》. University of Washington. 2016년 9월 19일에 확인함.
- Shaw, Ian (2003). 《The Oxford History of Ancient Egypt》. Oxford University Press. ISBN 0-19-280458-8.
- Suresh, S. (2004). 《SYMBOLS OF TRADE Roman and Pseudo-Roman Objects found in India》 (PDF). Manohar. 2021년 5월 6일에 원본 문서 (PDF)에서 보존된 문서. 2023년 5월 15일에 확인함.
- Young, Gary Keith (2001). 《Rome's Eastern Trade: International Commerce and Imperial Policy, 31 BC–AD 305》. Routledge. ISBN 0-415-24219-3.
- Yule, Henry (1915).  Henri Cordier, 편집. 《Cathay and the Way Thither: Being a Collection of Medieval Notices of China, Vol I: Preliminary Essay on the Intercourse Between China and the Western Nations Previous to the Discovery of the Cape Route》 1. Hakluyt Society.

## 추가 관련 서적
- Lionel Casson, The Periplus Maris Erythraei: Text With Introduction, Translation, and Commentary. Princeton University Press, 1989. ISBN 0-691-04060-5.
- Chakrabarti D.K. (1990). The External Trade of the Indus Civilization. Delhi: Manoharlal Publishers Private Limited
- Chami, F. A. 1999. “The Early Iron Age on Mafia island and its relationship with the mainland.” Azania Vol. XXXIV.
- McLaughlin, Raoul. (2010). Rome and the Distant East: Trade Routes to the Ancient Lands of Arabia, India and China. Continuum, London and New York. ISBN 978-1-84725-235-7.
- Miller, J. Innes. 1969. The Spice Trade of The Roman Empire: 29 B.C. to A.D. 641. Oxford University Press. Special edition for Sandpiper Books. 1998. ISBN 0-19-814264-1.
- Sidebotham, Steven E. (2011). Berenike and the Ancient Maritime Spice Route. University of California Press. ISBN 978-0-520-24430-6.

- Van der Veen, Marijke (2011). Consumption, Trade and Innovation. Exploring the Botanical Remains from the Roman and Islamic Ports at Quseir al-Qadim, Egypt. Frankfurt: Africa Magna Verlag. ISBN 978-3-937248-23-3
- Raith, M. – Hoffbauer, R. – Euler, H. – Yule, P. – Damgaard, K. (2013). “The view from Ẓafār –An archaeometric study of the Aqaba late Roman period pottery complex and distribution in the 1st millennium CE”. Zeitschrift für Orient-Archäologie 6, 320–50. ISBN 978-3-11-019704-4.